# Zapatera (sitio arqueológico)
Para el volcán, véase Volcán Zapatera.
Parque Nacional Archipiélago de Zapatera es un área protegida reconocida como parque nacional por el Ministerio del Ambiente y los Recursos Naturales (MARENA) que comprende la isla formada por el volcán Zapatera y diez islotes cercanos en el Gran Lago de Nicaragua o Cocibolca perteneciente administrativamente al departamento de Granada de este país centroamericano.
Con 52 kilómetros cuadrados de extensión, Zapatera, es la segunda isla en dimensión dentro del Lago de Nicaragua después de Ometepe.
También es un sitio arqueológico por la gran cantidad de estatuarias, petroglifos y cerámica precolombina que ha sido encontrada en la isla mayor y en otros islotes cercanos a sus costas, por lo cual se considera la zona fue un importante centro ceremonial de la antigua cultura prehispánica que la habitó, entre los años 800 y 1350 d. C.

## Geografía
La isla tiene un volcán dormido con una altitud de 629 metros sobre el nivel del mar (m s. n. m.). 
Está situada en una zona poco profunda y calmada del lago, conocida como "Charco Muerto", en su punto más cercano al noroeste, dista solamente un kilómetro de la costa.

## Historia
Zapatera fue visitada en 1849 por el diplomático estadounidense Ephraim George Squier, quien observó la presencia de una importante cantidad de estatuas y petroglifos en la zona de “Punta de las Figuras”. 30 años después, 1883, el naturalista sueco Carl Bovallius visitó la isla animado por lo reportado por Squier y realizó varios hallazgos importantes, entre ellos el descubrimiento de 25 estatuas en la zona conocida como Sonzapote (al nordeste), y petroglifos encontrados en el islote La Ceiba. El mexicano Felipe Pardines publicó sobre petroglifos en la Isla El Muerto a finales de la década de 1930. Las más recientes investigaciones arqueológicas se llevaron a cabo en la década de 1980 las que involucraron un número de excavaciones pequeñas, hace falta un estudio a profundidad de la isla.
Saqueos y la remoción de restos arqueológicos ha sido un problema persistente en Zapatera. Casi todas las estatuas fueron retiradas de la isla: una colección considerable se conserva en el Museo del Convento de San Francisco en Granada, pero muchos otros se utilizan como ornamento en edificios estatales o han parado en manos de coleccionistas privados. Los hallazgos más pequeños se han dispersado también en gran medida en colecciones privadas o colecciones de museos extranjeros.

## Hallazgos
Aunque las hipótesis de los arqueólogos varían en algunos aspectos, se ha llegado a determinar que la estatuaria de Zapatera y gran parte de la cerámica data del período de 800 a 1350 después de Cristo, y que fueron creadas por los Chorotegas, tribu ligada a la cultura indígena mesoamericano. Algunos arqueólogos indican que se han encontrado petroglifos y cerámicas de diferentes períodos, algunos incluso del año 500 antes de Cristo, y otros contemporáneos a la instalación de las colonias españolas en el país.
Las estatuas y la mayoría de los petroglifos y cerámica en Zapatera se han fechado entre 800 a 1350 DC y se atribuye a la cultura nativa Chorotega de Mesoamérica. Hallazgos de este período también incluyen figuras zoomorfas y utensilios en un estilo similar a ejemplos desde el continente. Algunos de los petroglifos y cerámica están fechados 500 AC, y otros son contemporáneos con las colonias españolas. Los hallazgos más prominentes de Zapatera fueron estatuas. De acuerdo a los registros, fueron talladas de basalto negro, generalmente entre 1 y 2,25 m de alto y más de 150 cm de diámetro. Ellos representan tanto a humanos como animales y se especula que representaron deidades o gobernantes de alto nivel. La mayoría se encuentra alrededor de montículos de tierra o de piedras, viendo hacia afuera, sugiriendo que formaron parte de un centro ceremonial. Sobre la base de grabados cerca de estos sitios se ha propuesto que puede haber sido parte de sacrificios humanos.

## Fuente
Los siguientes textos son una transcripción resumida del texto original del libro Antigüedades Nicaragüenses publicado en inglés en 1886 por el Profesor Carl Bovallius, miembro de la Sociedad de Antropología y Geografía de Suecia. Esta obra fue traducida al español y publicada en el año 2002, por el Fondo de Promoción Cultural del Banco de América (BANEXPO).
El editor del texto en este artículo hace un reconocimiento al filántropo Nicaragüense y amigo de la humanidad, Don Patrick Bolaños, por su generosidad en compartir la siguiente información, parte del texto original. 
Se le advierte al lector, que el siguiente texto es una transcripción, lo más exacta posible, al texto original traducido, el cual fue escrito en 1886.

## Antigüedades Nicaragüenses – Carl Bovallius
Tuve allí varias veces la suerte de encontrar lugares bastante ricos en reliquias prehistóricas, o más bien precolombinas. Siendo como es muy poco lo que se sabe de arqueología centroamericana, y escasísimos además los libros sobre esa materia, especialmente en lo que toca a Nicaragua, me he propuesto describir brevemente y dibujar aquí los ídolos, petroglifos, objetos de cerámica, etc., descubiertos por mí en Nicaragua, en parte dibujados o fotografiados en el mismo lugar en donde fueron encontrados y en parte traídos aquí a Suecia. No pude, desafortunadamente, traerme ninguno de los ídolos; pero mi colección nicaragüense consta ahora de gran número de reliquias fácilmente transportables, cerámica en su mayor parte. Todo está ahora en el Royal Swedish State Museum. 
Las láminas de esta obra son todas fotografías o dibujos míos hechos en Nicaragua. La mayor parte de los ídolos no habían sido dibujados ni descrito antes; algunos si fueron mencionados o dibujados por E. G. Squier (Nicaragua; its People, Scenery, Monuments, and the proposed Interoceanic Canal. New York, 1852), en su excelente obra sobre Nicaragua. Así encontré, sin embargo, al hacer comparaciones allí mismo, que algunos de los dibujos de Squier no concuerdan exactamente con los mismos ídolos, lo cual me indujo a publicar también los míos propios, que son seis.
Aunque este esbozo no pretende ser la historia de la América Central ni de Nicaragua siquiera, me he permitido hacer una somera exposición de los pocos e inconexos datos existentes acerca de las tribus que antiguamente poblaron Nicaragua, es decir de la época en que tal vez fueron esculpidos los ídolos que nos ocupan. Las fuentes ilustrativas de los anales de esas tribus y su cultura son, además de Squier, los viejos cronistas españoles Gonzalo Fernández de Oviedo, Juan de Torquemada (misionero), Herrera, y Juarros, las obras de Las Casas y Pedro Mártir, el libro de Thomas Gage, y también diversos apuntes de Gomara, Ixtlilxochitl, Dampier y otros.
Cuando en 1521 y 1522 Gil González de Ávila invadió la región que ahora ocupan Nicaragua y la zona noreste de la república de Costa Rica, estaba habitada por pueblos indígenas de cuatro cepas diferentes que pueden muy bien ser de distinto origen llegadas al país en épocas muy separadas unas de otras.
La costa atlántica, con su lujuriante vegetación pero húmedo clima y la región montañosa adyacente con sus dilatadas florestas primitivas, eran el domicilio de tribus más o menos nómadas que vivían en un bajo grado de civilización. Puede inferirse, no obstante —merced a ciertos datos que se leen en la relación del tercer viaje de Cristóbal Colón, así como en los escasos detalles que dan algunos bucaneros o filibusteros que merodearon por allí— que esos indios poseían una cultura y un nivel de vida más elevados que el de las hordas de moscos, ramas, sumos y otras que pueden considerarse descendientes de aquellos.
Debo impugnar aquí basado en mis propias observaciones, la alusión de Squier respecto de que las tribus nómadas de la costa atlántica de Nicaragua tienen parentesco con los Caribes y especialmente de que "los melchoras del Rio San Juan son evidentemente de cepa caribe". Todos los indios de las tribus sumo rama y melchora que yo vi y medí se acercan mucho más en usos y costumbres y características craneanas, a los talamancas y guatusos, y hasta a los indios mansos de Chontales y del norte de Nicaragua, que a los caribes de Honduras, quienes, como se sabe, son auténticos caribes, así como también a los indios magdalena de Colombia que se supone son de la misma cepa. La diferencia es tan grande hasta parecer probable que la suposición de Squier naciera de una confusión de nombres, sobre todo porque los españoles aplicaron el gentilicio de Caribe a todos los indios bravos de la costa atlántica de Nicaragua, mucho antes que los caribes de San Vicente —los últimos sobrevivientes de esa raza en las Indias Occidentales después de una larga y cruenta lucha por su libertad, fueron expatriados y llevados a Ruatan, de donde más tarde y por su propia voluntad se trasladaron a la Costa de Honduras.
Entre esta franja de terreno de la costa atlántica y los dos grandes lagos, el Xolotlán (Lago de Managua) y Cocibolca (Lago de Nicaragua), queda una región de tierras altas que se eleva gradualmente hacia los lagos y que según dejó escrito Oviedo estaba en su tiempo habitada por los chontales. Este nombre quedó perennizado en el "departamento de Chontales". Sus pobladores vivían en grandes pueblos y ciudades y se dedicaban a la agricultura. Posiblemente eran de la misma cepa —o de muy cercano parentesco— de la gran familia Maya que se extendiera sobre partes del este de Honduras y de Guatemala dando origen a la población de Yucatán. Esta hipótesis es admisible por el hecho de que varias palabras de su idioma son muy similares a sus correspondientes vocablos en lenguas mayas. Sus descendientes sean tal vez los poas, toacas, lacandones , y guatusos. Estos también viven en un estado de civilización muy inferior al de sus posibles antepasados.
Si la región oriental de Nicaragua, debido a sus casi impenetrables montañas y clima húmedo, es menos apropiada para asiento de una raza de gran cultura, la occidental, en cambio, es mucho más adecuada para tal fin y parece señalada por la propia naturaleza para convertirse en uno de los emporios de la civilización. Por sus fértiles planicies, valles risueños y cerros accesibles; por sus espléndidos lagos, apacibles ríos y umbrosas montañas, el país parece ideal para el más exigente poblador. Esa región, cuando llegaron los españoles, estaba densamente poblada y dividida en gran número de pequeños señoríos a los que pueden señalárseles dos diversas cepas, o troncos, de diferente idioma y carácter. Uno de ellos, el tercero de los vástagos de los cuales arranca la población de Nicaragua es el de los chorotegas o mangues. Ocupaban estos el territorio situado entre los dos lagos y toda la fértil planicie del oeste y norte del Lago de Managua hasta la costa del océano Pacífico y el Golfo de Fonseca. 
Oviedo dice que esos fueron los aborígenes y primeros amos del país, pero no aporta ninguna prueba en apoyo de su aserto. Los chorotegas se dividen por lo general, en cuatro grupos, a saber: 
1)	Los cholutecas de las costas del Golfo de Fonseca, cuya principal población fue la presente ciudad de Choluteca, Honduras. 
2)	Los nagrandanos, entre el Lago de Managua y el Pacífico; su capital fue Sutiava, cerca de lo que hoy es León, Nicaragua. 
3)	Los dirianes, entre los lagos de Managua y Nicaragua hasta la costa del Pacífico; su poblado más grande fue Xalteva, hoy Granada, Nicaragua.
4)	Los orotinas, bastante separados del resto de la familia, que habitaban la península de Nicoya y el territorio del Guanacaste que comprende la parte noroeste de la de Costa Rica. Las opiniones, sin embargo, difieren en cuanto a la clasificación de estos grupos. Consideran algunos autores que los cholutecas son un vástago de los pipiles de El Salvador, lo cual les haría de origen tolteca. Hay en verdad muchos nombres geográficos en su territorio que parecen corroborar tal opinión. Otras autoridades en la materia atribuyen origen mexicano a los orotinas, y últimamente el Dr. Berendt (Geographical Distribution of the Ancient Central American Civilization", en el Journal of the American Geographical Society of New York, vol. 8, 1870. p. 142.) ha sugerido que los chorotegas pueden ser un vástago tolteca, siendo el nombre chorotega corrupción de choluteca. 
La última (o cuarta) de las tribus que habitaban Nicaragua fue la de los niquiranos. El territorio que esta gente ocupaba era el más pequeño de todos: el estrecho istmo formado por el Lago de Nicaragua y el Pacífico, más las islas de Ometepe y Zapatera, en dicho lago; pero aunque pequeño en extensión fue quizá el más fecundo de todo el país, el consentido de la naturaleza. 
Conforme a los unánimes testimonios de los viejos cronistas, los niquiranos eran una tribu mexicana que llegó a poblar esa región en tiempo relativamente cercano. No puede precisarse si eran toltecas o aztecas, y esta incógnita no podrá tal vez dilucidarse hasta que sus vestigios, numerosísimos por cierto, sean cuidadosamente estudiados y comparados con las reliquias arqueológicas mexicanas catalogadas ya. En cuanto a mi toca, creo que eran aztecas llegados al país en época más o menos moderna, quizá poco más de cien años antes del Descubrimiento. Vivian en permanente hostilidad con los chorotegas y tal vez —al establecerse allí— expulsará a los orotinas, que así quedaron separados de su tronco chorotega. Los inteligentes y bien conformados indios de la isla de Ometepe son sin duda descendientes de los niquiranos; confirma esta opinión su lenguaje, que gracias a la acuciosa investigación de Squier denota ser de origen mexicano y presenta muy estrecha similitud con la pura lengua azteca. Constituyen ahora un grupo pacífico y laborioso, un poco huraños con los extranjeros; se expresan a menudo en español, pero suele también oírseles hablar entre sí en su propio idioma. Con respecto a este se muestran muy renuentes a dar ninguna explicación, y lo único que por lo común responden es: "es muy antiguo", "no se nada". Los indios de Belén y sus alrededores son muy parecidos a los de Ometepe, pero están, no cabe duda, mezclados con elementos foráneos.
Según Oviedo, Torquemada y Cerezeda, —el último de los cuales acompañó a Gil González de Ávila en su expedición de 1522, y puede por tanto al igual que Oviedo hablar de sus observaciones personales, los niquiranos tenían un grado de civilización superior al de sus vecinos. Pero los chorotegas poseían también una cultura muy avanzada.
En verdad que al leer los escasos relatos de los postreros días de esas gentes, uno se siente tentado a sostener que en desarrollo armónico de las facultades mentales, eran superiores a esa nación que, por su caterva de aventureros sanguinarios y rapaces glorificados en la historia con el nombre de "Conquistadores", lleva sobre si la ignominiosa responsabilidad de ser la exterminadora de aquella civilización. Porque fue de veras tan rápido y radical ese exterminio, mediante el fanático vandalismo de sacerdotes "cristianos" y los sangrientos crímenes de una soldadesca codiciosa, que la historia no sabe de otro caso similar. Débese a eso que el investigador de la relativamente moderna cultura de la América Central se ve obligado a recorrer caminos más trabajosos y llenos de lagunas que el estudiante de las civilizaciones de Egipto y de la India, desaparecidas miles de años ha.
Sin embargo,  lo mucho, que ha llegado al conocimiento de nuestro tiempo, es suficiente para demostrar que las Naciones de América Central estaban muy avanzadas en el desarrollo político y social, así como en la ciencia y el arte. Pero no hay ninguna otra manera para que nosotros obtengamos una visión íntima de esta cultura, que no sea buscar en el país perseverantemente con el fin de descubrir los monumentos, ocultos en el suelo o envidiosamente escondidos ocultas por la vegetación primitiva, que ahora reina en muchos de esos lugares, que fueron anteriormente ocupada por ciudades pobladas y florecientes y templos ornamentados artísticamente.
Por comparación de estos monumentos con aquellos de la cultura mexicana, un poco mejor conocido en algunos aspectos, podemos esperamos finalmente llegar a la solución de algunos de los problemas complejos relativos a las antiguas naciones de América Central y su historia.

### El Sitio
Los ídolos dibujados por mí los encontré en su mayoría en la isla de Zapatera, los petroglifos en la islita La Ceiba, cercana a Zapatera; solo unos pocos objetos de cerámica son de Ometepe. Todos esos lugares quedan dentro de la comarca de los niquiranos, y tal vez por esto pueda considerárseles ejemplares de arte azteca, o de otro muy estrechamente emparentado con él. Los pocos ídolos que vi en los alrededores de Granada y en sus isletas vecinas, así como los ídolos y altos relieves de la isla volcánica de Momotombito, en el Lago de Managua, pertenecientes, tal vez, los primeros a los dirianes y los últimos a los nagrandanos, me parece fueron mucho más toscamente labrados, sin ningún esfuerzo por copiar el cuerpo humano; mientras que muchos de los de Zapatera dejan ver a las claras un exacto conocimiento anatómico, como se observa a veces en la fiel reproducción de ciertos músculos, etc., y tanto es así que imaginamos a los niquiranos empleando modelos de carne y hueso. Es verdad que entre estos ídolos se encuentran algunas figuras quiméricas, pero por lo general sus creadores demuestran ser artífices de concepción más realista y de técnica más desarrollada que los escultores chorotegas. Los ídolos y demás reliquias descritas aquí difieren muchísimo de los encontrados en Copán, Quiriguá, Uxmal, Palenque y otros lugares de la América Central, y su grado de diferencia es tal que no es fácil encontrar más que raras características de arte comunes. 
Con excepción de las escasas observaciones dejadas por Oviedo, Cerezeda, y sus recopiladores, la fuente de nuestros conocimientos de la arqueología nicaragüense es la interesante obra ya mencionada de E. G. Squier. 
Después de este otros americanos trillaron la ruta abierta por él; durante muchos años el Dr. Earl Flint, de Rivas, ha buscado y encontrado gran diversidad de reliquias arqueológicas en el Departamento de Rivas y en la isla de Ometepe. A él debo mucha de la valiosa información recogida sobre esta materia, la cual me dio cuando tuve el gusto de conocerlo en Rivas en enero de 1883. Todo lo coleccionado por él ha pasado a la Institución Smithsoniana, de Washington. En la obra "Archeological researches in Nicaragua", [Smithsonian Contributions to knowledge (383), Vol. 28, Washington (1885) 1831] por el Dr. J. F. Bransford, el autor hace una interesantísima descripción de sus investigaciones y descubrimientos realizados en la isla de Ometepe, donde logró juntar una numerosa colección de ollas funerarias, vasijas de barro y pequeños objetos de piedra y de metal. Se ha ocupado principalmente en descubrir cementerios indígenas en la parte occidental de la isla, habiendo aportado ya nuevas luces referentes a esta rama de la arqueología niquirana. La Institución Smithsonian se enriqueció con 788 reliquias enviadas por él. También ha copiado el doctor varios dibujos de petroglifos de Ometepe; estos parecen más rudimentarios y sencillos que los dibujados por mí en la islita La Ceiba. El Dr. Bransford describe asimismo varias piezas encontradas en Talmac, cerca de San Juan del Sur, en el Departamento de Rivas, y en algunos otros lugares de Nicoya, en Costa Rica. Desde el punto de vista lingüístico el Dr. Berendt, con sus perspicaces y acertadas observaciones de los idiomas indígenas de esa región y de los que se hablan en México y la parte septentrional de la América Central, aporta contribuciones de gran valor para el conocimiento de la antigua civilización nicaragüense.
La isla de Zapatera tiene diversidad de paisajes de arrobadora belleza. Lindos valles regados por riachuelos, fértiles mesetas, pintorescos cerros alfombrados de verdor hasta su cúspide, y bahías y ensenadas con excelente fondeadero. Desgraciadamente yo no pude examinar —desde un punto de vista arqueológico— más que una parte del norte de esa isla, y la islita La Ceiba. Mis bondadosos anfitriones en la isla, don José Lobo, doña Julia Solórzano, señorita Virginia Mora, don Jacinto Mora, y otros, me ayudaron con todo entusiasmo en mis investigaciones zoológicas y arqueológicas. Su sincera hospitalidad hizo de mi estadía en Zapatera el recuerdo más grato que tengo de aquel prolongado viaje.
Fueron tres, en Zapatera, los sitios en donde realice excavaciones: 
1)	Punta del Zapote; extremo noreste de la isla donde encontramos ídolos y piezas de alfarería y piedra. Este punto resultó ser, con mucho, el más importante de todos, pues nunca antes, que yo sepa, había sido excavado; pero ni siquiera mencionado por nadie. Su importancia es mucho mayor también porque allí encontramos varios ídolos en su lugar y posición originales, de modo que puede uno figurarse porque y para que fueron colocados allí.
2)	Punta de las Figuras. Forma parte del borde del cráter, y baja en leve declive hacia el lago, entre la laguna de Apoyo y la bahía del Chiquero. Squier la exploró, y también dibujo algunos ídolos que encontró allí. Fuera de los que el menciona, muchos de los cuales yo no encontré, descubrí otros que el paso inadvertidos. En este lugar dimos con solo insignificantes fragmentos de ollería. 
3)	Este último está en la islita La Ceiba; allí en vez de ídolos —que no los hay— descubrimos varios petroglifos de indudable muy antigua data, y, además, preciosas reliquias de alfarería y piedra. Aunque mi visita a Zapatera fue posterior a la de Ometepe, he de comenzar por describir detalladamente lo encontrado en el primer campamento de Zapatera.

### Ídolos de Punta del Zapote
Punta del Zapote es una península ancha y semicircular cuya mayor longitud se mide de N.E. a S.O. Su parte central es una extensa meseta de unos 150 metros de altura que baja en pronunciados declives hacia el lago y el gollete o garganta de tierra que media entre la península y la isla propiamente dicha, lo cual la hace aparecer como un aislado promontorio de algo más de un kilómetro de largo por escasamente uno de ancho. Su parte central es una meseta perfectamente aplanada y, a juzgar por los numerosos ídolos que allí se hallan y la simétrica forma de los montículos de piedra a cuyo alrededor están, parece haber sido centro ceremonial en tiempo de los niquiranos. En el propio istmo que forman isla y península se alza una estructura cónica de piedra, de unos 30 0 40 metros de altura; la forman enormes bloques no desbastados colocados en camadas con bastante parejura. Tal vez tenga su base unos 40 metros de diámetro. La cima del cono es trunca, y parece tener 6 u 8 metros de diámetro. Sus empinadas laderas estaban tan cubiertas de charrales y bejucos que, tras de intentarlo, desistí de llegar hasta su cumbre. 
Este montículo da la impresión de ser atalaya o faro, y posiblemente fuera un ara de sacrificio, aunque son tan grandes sus dimensiones que no concuerdan con la descripción que de uno de ellos nos dejara el cronista Pedro Mártir, quien lo llamó Tezarit. Tal vez tuviera originalmente en su cima un templete similar a los de Uxmal.
MONTICULO No I
En el Montículo N° I (Lam. 41), el más grande de todos y situado en la parte más noroeste, encontramos varios ídolos que, por estar en formación circular —seis alrededor del montículo— creemos ocupaban todavía su lugar original. Allí mismo encontramos también grandes y pequeños fragmentos de pedestales de tres ídolos más; estos estaban en pedazos en el suelo. 
A - Lámina 1. Es varón, cómodamente de pies, los brazos caídos. 
F - Lams. 6, 7, y 8. Varón, recostado, con el brazo derecho colgando recto hacia abajo, y el izquierdo, en ángulo, descansando sobre el pecho. 
MONTICULO N° II
Este montículo, ovalado también, es mucho más pequeño que el N9 I. Su diámetro mayor es de dieciocho metros, y el menor de doce. 
Es imposible, también, decir si este montículo estuvo o no rodeado de ídolos, y cuales serían ellos, porque ni los encontrados en sus contornos estaban en su sitio original sino que dispersos en el suelo, y algo deteriorados. Lo mismo ocurre con los otros cuatro montículos. 
Por lo tanto, me limitaré a indicar brevemente sus respectivos sitios para seguir luego con la descripción de los ídolos en el orden en que fueron medidos y dibujados
MONTICULO N° III
Está al sur del N° II v tiene más o menos las mismas dimensiones, pero su forma no es tan simétrica. Cerca de él encontramos solo las esculturas R y R I, que son dos grandes lajas, losas o partes de algún muro, decoradas con figuras humanas en alto relieve.
MONTICULO N° IV
Al sur del N° I. De doce v diez metros de diámetro respectivamente. Encontramos cerca de él los ídolos M, p y Q, de ninguno de los cuales puede decirse con certeza, sin embargo, que hubiera sido sostén o soporte del techo.
MONTICULO N° V
Situado más al sur todavía, de iguales dimensiones que el Montículo N° II, pero con mucha menor cantidad de piedras. Solo un ídolo encontramos allí,  el F I.
MONTICULO N° VI
Este, el más pequeño de todos, está más al este, y su forma es más irregular. Encontramos en su vecindad tres ídolos, de los cuales dibujamos únicamente el correspondiente a la letra O. Los otros estaban hechos añicos. (El libro incluye 12 dibujos)

### Ídolos de Punta de Las Figuras
Squier llegó aquí el 2 de diciembre de 1849. Es una meseta formada por la prolongación del borde del cráter que modela la bahía de El Chiquero. Por el oeste baja en rampa abrupta a la bahía; por el norte desciende hacia el promontorio de Punta de las Figuras que está separada del cabo sudeste de la islita La Ceiba —llamado Punta del Panteón— por un estrecho de cincuenta metros de ancho; por el este la meseta baja en pronunciadas escarpas en dirección al Lago de Nicaragua, y por el sur se despeña sobre el extinto cráter que es la laguna de Apoyo. Árboles gigantescos la ensombrecen y enmarañados matorrales y bejucos la entapizan. Allí encontré cinco grandes montículos que sean tal vez restos de otros tantos teocalis; su relativa ubicación aparece en el plano 41 de esta obra. Además de estos, que son más o menos ovalados y cuyos diámetros varían de 20 a 40 metros, encontramos otros más pequeños e irregulares. Por serlo así no figuran en el plano. El Montículo No I es el que está más cerca de la bahía de El Chiquero, el No. V es el más cercano a la laguna de Apoyo. En este lugar no encontramos ídolos que pudiéramos decir con certeza ocupaban todavía su sitio original, ni tampoco había ninguno —tumbado o derecho— del que pudiera concretarse, por la posición en que fueron encontrados, sí estuvieron alguna vez en la periferia de los montículos, dentro de los edificios, o al descubierto en medio de los montículos. A este respecto el otro lugar es mucho más interesante. Los ídolos están aquí en peor estado de conservación, y sin duda fueron víctima de mayor violencia. También se nota que se han hecho intentos por cargar con ellos. Por Squier sabemos que esto es muy cierto. Antes de visitar yo ese lugar habíase llevado algunos a Granada, y Squier, según su propia confesión, envió unos cuantos al Museo de la Institución Smithsonian, de Washington.
a - Lams. 21 y 22 (Este ídolo está dibujado en la obra de Squier, Vol. II, Pág. 54, Fig. 2, y lo describe en las Págs. 53-54 y 58 de la primera edición en inglés. Bancroft lo menciona en su obra "The Native Races of the Pacific shores of North America", Vol. IV, Pág. 41, con copia del dibujo de Squier en Pág. 42, Fig. 3.)
Es varón, en cuclillas e inclinada la cabeza hacia adelante. Sobre la parte posterior de la cabeza y la nuca tiene un espigón que, bajando gradualmente sobre la espalda, se funde con el resto del personaje. (El libro incluye 14 figuras de la a (a) la (k)) 
El hecho de que la mayoría de los ídolos tenga sus órganos genitales —a menudo en forma más conspicua que lo natural— corrobora la opinión expresada por Squier respecto a que el culto fálico, o de los principios recíprocos de la Naturaleza, tuviera vigencia entre los niquiranos.

## Otras lecturas
- Squier, Ephraim George (1852). «Nicaragua, sus gentes y paisajes». Nueva Nicaragua.